# Paul Wilhelm Kolb
Paul Wilhelm Kolb (* 16. August 1920 in München; † 28. April 2014 in Bonn) war langjähriger Präsident des deutschen Bundesamts für Zivilschutz.

## Leben
Paul Wilhelm Kolb war zum Ende des Zweiten Weltkriegs Oberleutnant. Nach Kriegsende studierte er Jura und Volkswirtschaftslehre an der Ludwig-Maximilians-Universität München und promovierte in diesem Fach mit einer Arbeit aus dem öffentlichen Recht. Er war zunächst als Rechtsanwalt tätig, wechselte dann aber in die öffentliche Verwaltung. Dort war er Personalreferent im Bundesministerium der Verteidigung und bekleidete leitende Positionen im Bundesamt für Wehrtechnik und Beschaffung sowie im Bundesministerium für die Angelegenheiten des Bundesverteidigungsrates. 1968 wurde er zunächst Vizepräsident und 1969 als Nachfolger des verstorbenen Rudolf Schmidt Präsident des Bundesamts für zivilen Bevölkerungsschutz (ab 1974 Bundesamt für Zivilschutz) und blieb es bis zu seiner Pensionierung 1985; sein Nachfolger wurde Hans-Georg Dusch.
Im Ruhestand beschäftigte sich Paul Wilhelm Kolb weiter mit dem Katastrophenschutz: Bis 1998 war er Präsident des von ihm 1986 gegründeten Schutzforums, einer Plattform für die Zusammenarbeit in der Sicherheitsforschung; ihm folgte Klaus-Dieter Kühn nach. Er war außerdem Mitglied der Ständigen Konferenz für Katastrophenschutz und Katastrophenvorsorge und des Deutschen Komitees Katastrophenvorsorge und ab 1988 Präsident der Deutschen Schutzbaugemeinschaft. Er war Herausgeber des Handbuchs Notfallvorsorge bzw. Katastrophenschutzpraxis, das nach ihm oft als Der Kolb bezeichnet wird.

## Leistungen
In seinem Engagement in Zivil- und Katastrophenschutz setzte er sich für deutschlandweit einheitliche Strukturen ein, deren Grundlage mit dem Gesetz über die Erweiterung des Katastrophenschutzes kurz vor seinem Amtsantritt geschaffen worden war. Er förderte die Sicherheitsforschung und betonte die Ähnlichkeit der Methoden von Katastrophen- und Umweltschutz. Die vom Technischen Hilfswerk Mitte der 1980er Jahre erneut angestrebte Unabhängigkeit vom Bundesamt für Zivilschutz konnte er verhindern.

## Ehrungen
Paul Wilhelm Kolb wurde für sein Engagement mit den folgenden Orden und Ehrenzeichen ausgezeichnet:
- Verdienstkreuz 1. Klasse des Verdienstordens der Bundesrepublik Deutschland (1980)[8]
- Großes Verdienstkreuz des Verdienstordens der Bundesrepublik Deutschland (1985)[7]
- Kommandeurskreuz des Verdienstordens des Souveränen Malteserordens
- Feuerwehrkreuz des Deutschen Feuerwehrverbands in Gold
- Ehrenzeichen in Gold des Technischen Hilfswerkes
- Ehrenzeichen des Deutschen Roten Kreuzes (1981)[9]
- Ehrenzeichen am Bande der Johanniter-Unfall-Hilfe

## Werke
Notfallvorsorge, begründet von Paul Wilhelm Kolb, fortgeführt von Rudolf Wandel. Loseblattwerk, 10 Bände. Walhalla Fachverlag, Regensburg, ISBN 3-8029-6700-3.